# El Nuevo Gran Juego

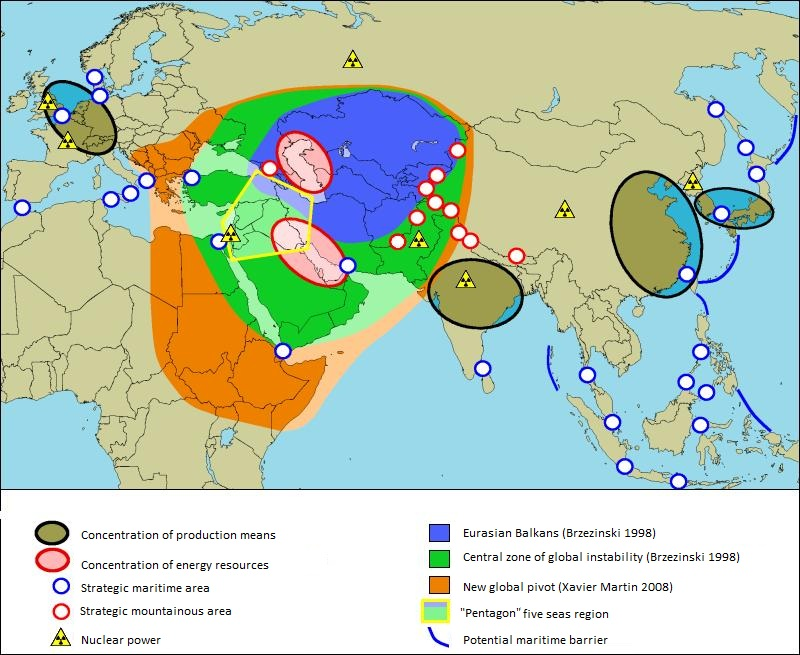
El Nuevo Gran Juego

El Nuevo Gran Juego es un término usado para describir la concepción moderna de la geopolítica en Eurasia Central como una competencia entre Estados Unidos, el Reino Unido y los países de la OTAN contra Rusia, China y los países de la Organización de Cooperación de Shanghái con el fin de tener "influencia Poder, hegemonía y beneficios en Asia Central y en el Cáucaso".  Es una referencia al El Gran Juego es el término utilizado para describir la rivalidad entre el Imperio ruso y el Reino Unido, en su lucha por el control de Asia Central y el Cáucaso, durante el siglo XIX.
Varios autores y analistas[¿quién?] ven este "juego" como el centro de una nueva política del petróleo regional. En vez de competir por el control real de una zona geográfica, "el transporte tubular, las rutas petroleras y los contratos son los generadores de tensiones, al mismo tiempo que los grandes premios del nuevo gran juego". El término se hizo predominante en las noticias relacionadas con la región, apareciendo en títulos de libros, revistas académicas, artículos, noticias e informes de los gobiernos. El autor paquistaní Ahmed Rashid, alega que acuñó el término en una descripción sobre un artículo en una revista semanal, publicada en 1997.
En una Filtración de documentos diplomáticos de los Estados Unidos publicado por Wikileaks, se informó que el Príncipe Andres, Duque de York apoya el concepto de un Nuevo Gran Juego:

Dirigiéndose directamente al embajador, el principe Andrés, a continuación, refirió una nueva política regional. , Afirmó sin rodeos que "el Reino Unido, Europa Occidental (y por extensión, también los Estados Unidos)", estaban ahora de vuelta al centro del Nuevo Gran Juego. Más animado que nunca, afirmó determinado: "Esta vez, nuestro objetivo es ganar".
Príncipe Andres de Inglaterra.

## Noopolitik en el Nuevo Gran Juego
Después de que Halford John Mackinder escribió el Gran Tablero, Zbigniew Brzezinski enfatizó el valor incomparable de Asia Central entre los imperativos geoestratégicos de Estados Unidos. Sin embargo, en su libro The Choice: Global dominación o Global Leadership, Brzezinski argumenta en particular que Estados Unidos debe recurrir más al Soft power en el intento de políticamente asumir el Pivote Geográfico de la Historia. De la misma forma, Idriss Aberkane alegó que el noopolitik juega un papel más central que nunca en el equilibrio de poder en el Nuevo Gran Juego, la innovación puede ser de manera simple para los "Grandes Jugadores", para alterar su complejo status y equilibrio regional En el poder. Entre esas "innovaciones", están las militares capaces de alterar el equilibrio regional de poder de una forma no lineal ya vista antes. En el lado del Soft power, James Glanz y John Markoff realizaron informes para el International Herald Tribune en que argumentan que la Administración Obama implantó redes de conexión para suministrar secretamente a sus aliados políticos en el Nuevo Gran Juego, acceso directo a internet sin pasar por la censura local Por lo tanto, concediendo acceso directo a las redes de movimientos de resistencia.
"La Administración Obama está liderando un esfuerzo global para implantar una" sombra "en Internet y en los sistemas de telefonía móvil, para que los disidentes puedan usar para minar gobiernos represivos que provoquen silenciarlos, censurándolos o cortando las redes de telecomunicaciones.
Por lo tanto, Aberkane argumentó que la proyección de las medidas de desarrollo y de creación de confianza han ido ganando impulso como un medio para aprovechar los partidos políticos por otros medios en Asia Central, y esto era una característica innovadora del Nuevo Gran Juego en oposición al Gran Juego:
El hombre, por lo tanto, es libre de demostrar el retorno realista política de paz y los objetivos de desarrollo del Milenio en esta nueva ronda del Gran Juego (...) nos anticipamos a ser definida por noopolitik y economía del conocimiento, así como la geografía, la mayoría de los medios prometedores para cualquier "gran jugador" con decisión prevalecen sobre los demás.

## Semejanzas al El Gran Juego
El especialista en Afganistán, Seth Jones publicó un libro que analiza su nombre popular como el cementerio de imperios: El cementerio de los imperios: La Guerra de los Estados Unidos en Afganistán, Afganistán es una posición en el Nuevo Gran Juego que es imposible seguir Un período prolongado de tiempo, pero parece haber permanecido un invariante del Nuevo Gran juego.

## Enlace Interno
1. El Gran Juego
2. Esfera de influencia
3. Guerra de Afganistán (2015-presente)
4. Organización de Cooperación de Shanghái